# Minister of Death
Minister of Death (2007) is het tweede album van de van de Belgische hardcoreband The Setup.

## Nummers
1. Post Mortem Blues - 3:28
2. Kingmaker - 4:02
3. Winter - 2:57
4. Predators - 3:07
5. Minister of Death - 4:46
6. Smoking Gun - 3:34
7. Burial Ground - 3:29
8. Shifting Morals - 3:55
9. Sniper - 2:46
10. Cult of Personality - 4:13
11. Roses and Skulls - 7:03